# Мазуровка
Ма́зуровка (рос. Мазуровка) — село у складі Оренбурзького району Оренбурзької області, Росія.

## Населення
Населення — 191 особа (2010; 95 у 2002).
Національний склад (станом на 2002 рік):
- росіяни — 80 %